# Våghastighet
Våghastighet eller utbredningshastighet är den hastighet som vågor (vågdalar, vågberg, förtätningar och förtunningar) rör sig med. Våghastigheten varierar mycket beroende på vilket medium som vågorna färdas i, se vidare ljudhastighet, ljushastighet och vattenvågor.

En fortskridande våg

Det finns ett samband mellan våghastighet, våglängd och period eller frekvens. Under en oscillationsperiod τ utbreder vågen sig över en våglängd λ. Våghastigheten v blir därför:
{\displaystyle v={\frac {\lambda }{\tau }}=f\cdot \lambda ,}
där f = 1/τ är frekvens.
Mera noggrant uttryckt är detta ett uttryck för vågens fashastighet. För ljus i genomskinliga ämnen är fashastigheten lika med c/n, där c är ljusets hastighet i vakuum och n är ämnets brytningsindex. Om fashastighet beror på frekvens, finns det dispersion. Fashastighet är då inte lika med grupphastighet eller signalhastighet.
Notera att fashastigheten inte har något med hastighet av överförd information att göra; ljusets fashastighet kan i ett medium vara större än c, men detta bryter inte mot speciella relativitetsteorin eftersom det inte är någon information som överförts. Information överförs med grupphastigheten.

## Fashastighet

En våg som funktion av x vid två tidpunkter. En markerad punkt med bestämd fas ligger vid den senare tiden vid större x. Fashastigheten är Δx/Δt.

Termen fashastighet är mer noggrant definierad än våghastighet. Man betraktar en punkt på en oändligt lång sinusvåg med en bestämd fas vid en tidpunkt t, se figur. En kort tid Δt senare har en annan punkt denna fas. Fashastigheten är skillnaden i position av dessa två punkter delad med tidsskillnaden.
Matematiskt kan man beskriva en fortskridande våg i en dimension med uttrycket
{\displaystyle y(x,t)=A\sin \left({\frac {2\pi x}{\lambda }}-{\frac {2\pi t}{\tau }}\right)=A\sin(kx-\omega t),}
där k=2π/λ är det cirkulära vågtalet och ω=2πf är vinkelfrekvensen. Uttrycket kx - ωt kallas fasfaktorn. Ett villkor för att fasfaktorn ska vara oförändrad vid en senare tidpunkt t + Δt är att läget ändras till x + Δx, där förhållandet mellan Δx och Δt ges av  
{\displaystyle v_{\phi }={\frac {\Delta x}{\Delta t}}={\frac {\omega }{k}}=f\cdot \lambda ,}
vilket fås ur ekvationen k(x + Δx) - ω(t + Δt) = kx - ωt, och därefter substitution. Grupphastigheten är däremot
{\displaystyle v_{\mathrm {grupp} }={\frac {\mathrm {d} \omega }{\mathrm {d} k}}.}

## Gravitationsvåghastigheten inom kanalströmning
Inom kanalströmningen är förhållandet mellan gravitationsvåghastigheten och vattnets medelhastighet (Froudes tal) direkt avgörande för vilket strömningstillstånd som erhålles. Här definieras gravitationsvåghastigheten enligt följande:
{\displaystyle v={\sqrt {g\cdot y_{m}}}}
där
v = Gravitationsvåghastighet (m/s)
g = Tyngdaccelerationen (9,82 m/s2)
ym = Vattnets medeldjup (m)